# مغراوة (تونس)
مغراوة (أمازيغية: ⵉⵎⵖⵔⴰⵡⵏ imeghrawen ) إحدى قرى الجمهورية التونسية، تقع في ولاية بنزرت.
وتوجد كذلك قرية في ولاية باجة من معتمدية عمدون ، على الحدود الإدارية مع ولاية جندوبة.
أصل كلمة مغراوة أو مغراوا هو أمازيغي، نسبة إلى فرع قبيلة زناتة الأمازيغية مغراوا أو إمغراون، جمع مغرا (Maghra) هو إمغارن (imɣaren/imgharen) و تعني بالأمازيغية القديم، التي كانت تستوطن منطقة جبال الأوراس التي تمتد من تونس إلى الجزائر و هذه السلسة الجبلية جزء من جبال الأطلس.

### مواضيع ذات علاقة
- ولاية بنزرت.